# فيديريكو مومبيليو
فيديريكو مومبيلّيو (9 سبتمبر 1908 - 7 أغسطس 1989) كان موسيقيًا إيطاليًا، وناقد موسيقي، ودارس موسيقى، ومحرر موسيقي. عمل كمكتبي موسيقى وأستاذ لتاريخ الموسيقى في عدة معاهد موسيقية وجامعات خلال مسيرته الأكاديمية الطويلة التي بدأت في عام 1933 واستمرت حتى الثمانينيات. بصفته باحثًا، يُذكر مومبيلّيو بشكل خاص لسيرته الذاتية عن المؤلفين الموسيقيين نيكولو باغانيني وسيغيسموندو دي إنديا. كما عمل بشكل واسع كمحرر موسيقي على أعمال باغانيني لصالح دار النشر الموسيقية كازا ريكوردي، وكان أبرز أعماله إعادة بناء "كونشيرتو الكمان رقم 5" لباغانيني؛ وهو العمل الذي كان غير معروف حتى تم اكتشاف المخطوطات في عام 1972، بعد وقت طويل من وفاة المؤلف.

## الحياة المبكرة والتعليم
وُلد فيديريكو مومبيلّيو في 9 سبتمبر 1908 في مدينة جنوة الإيطالية. بدأ دراسته في الموسيقى منذ سن مبكرة، حيث تعلم العزف على البيانو بشكل خاص مع الموسيقار ر. ليفشيتز في مسقط رأسه. ثم درس تأليف الموسيقى في "كونسرفاتوار نيكولو باغانيني" في جنوة تحت إشراف ماريو باربييري. بعد ذلك، انتقل إلى "كونسرفاتوار بارما"، حيث تخرج في عام 1926 بدرجة في عزف البيانو، وفي عام 1928 حصل على درجة في تأليف الموسيقى.
في عام 1924، التقى مومبيلّيو بعالم الموسيقى الإيطالي أديلمو داميريني، الذي ألهمه وشعل فيه شغفًا بعلم الموسيقى وتاريخها. في عام 1932، تخرج مومبيلّيو من جامعة جنوة بدرجة الماجستير في الأدب، حيث كتب أطروحة تتعلق بتاريخ الموسيقى. كما درس عدة دورات في علم الموسيقى على يد فاوسكو تورريفانكا في نفس الجامعة، وطور علاقة صداقة طويلة مع تورريفانكا استمرت حتى بعد إتمام دراسته.

## المسيرة المهنية
في عام 1933، انضم فيديريكو مومبيلّيو إلى هيئة التدريس في "كونسرفاتوار باليرمو" كأستاذ لتاريخ الموسيقى ومكتبي موسيقى، لكنه ترك هذا المنصب بعد عام ليصبح أستاذًا لتأليف الموسيقى وتاريخ الموسيقى، بالإضافة إلى عمله كمكتبي موسيقى في "كونسرفاتوار بارما". وظل في هذا المنصب حتى عام 1938 عندما تم تعيينه مكتبيًا في "كونسرفاتوار ميلانو"،  حيث شغل هذا المنصب لمدة أحد عشر عامًا. كان له دور كبير في إنقاذ محتويات مكتبة الكونسرفاتوار من التدمير خلال الحرب العالمية الثانية.
في عام 1949، تغير دور مومبيلّيو في "كونسرفاتوار ميلانو" من مكتبي إلى أستاذ لتاريخ الموسيقى، وهو المنصب الذي شغله حتى عام 1968. كما شغل منصب نائب مدير الكونسرفاتوار خلال جزء من فترة عمله هناك. في الوقت نفسه، قام بتدريس دورات في تاريخ الموسيقى بشكل جزئي في عدة جامعات خلال النصف الأول من الخمسينيات، بما في ذلك جامعة ميلانو، جامعة فلورنسا، جامعة بافيا، وجامعة بارما. في عام 1954، انضم إلى الهيئة التدريسية في جامعة بارما، وأصبح أستاذًا بدوام كامل هناك في عام 1968 عندما ترك منصبه في "كونسرفاتوار ميلانو".
من عام 1964 إلى 1968، شغل مومبيلّيو منصب رئيس الجمعية الإيطالية لعلم الموسيقى. كما كان عضوًا في "أكاديمية سانتا تشيليا الوطنية"، وفي عام 1983 حصل على جائزة "بري دي أنطونيو فيلتريللي" من "أكاديمية لينتشي" (Accademia dei Lincei).
بصفته باحثًا، يُذكر مومبيلّيو بشكل رئيسي من خلال سيره الذاتية التي كتبها عن المؤلفين الموسيقيين نيكولو باغانيني  وسيغيسموندو دي إنديا. كما ألف العديد من الكتب الأحادية عن مؤلفين إيطاليين مهمشين من القرنين الخامس عشر والتاسع عشر. كمحرر موسيقي، قام بنقل وإعادة بناء أعمال موسيقية كتبها باغانيني وغيرهم من المؤلفين الإيطاليين التاريخيين إلى النوتة الموسيقية المعاصرة لصالح دار النشر "كازا ريكوردي"، بما في ذلك "كونشيرتو الكمان رقم 5" لباغانيني، وهو عمل تم اكتشافه في عام 1972 بعد وفاة المؤلف. كما نشر العديد من المخطوطات الموسيقية لباغانيني التي عمل عليها كمحرر موسيقي. كتب أيضًا نقدًا موسيقيًا لعدد من المجلات مثل "إل ديابازون"، و"ريفيسا إيتاليانا دي موسيكولوجيا"، و"نوفا ريفيسا موسيكالي إيتاليانا" وغيرها من الدوريات.
توفي فيديريكو مومبيلّيو في دومودوسولا في 7 أغسطس 1989